# Catocala optabilis
Catocala optabilis là một loài bướm đêm trong họ Erebidae.